# Fajar Indah (Gunung Megang)
Fajar Indah is een bestuurslaag in het regentschap Muara Enim van de provincie Zuid-Sumatra, Indonesië. Fajar Indah telt 1246 inwoners (volkstelling 2010).